# Ванга маскова
Ванга маскова (Calicalicus rufocarpalis) — вид горобцеподібних птахів родини вангових (Vangidae).

## Поширення
Ендемік Мадагаскару. Поширений в південно-західній частині острова. Його природними середовищами існування є субтропічні або тропічні сухі ліси та субтропічні або тропічні вологі низинні ліси.

## Опис
Невеликий птах, завдовжки 14–15 см, вагою 15–17 г. Верхівка голови, шия і спина сірі, очі жовті, ноги рожева. Самець має чорне горло і лицьову маску, з білими чолом і вушними покривами, груди і живіт білі з рожевими боками. Крила червонувато-коричневі, верх хвоста червонуватий. У самиць горло, груди і живіт мають вохристий колір, а крила блідіші.

## Спосіб життя
Харчується дрібними та середніми комахами, гусеницями та жуками. Моногамні птахи, розмножуються в період з жовтня по січень. Обидві статі беруть участь у будівництві гнізд та доглядом за потомством.